# راسيل جيوفري بانكس
راسيل جيوفري بانكس (بالإنجليزية: Russell Geoffrey Banks)‏ هو ممثل بريطاني، ولد في 13 نوفمبر 1981 في نورثامبتون في المملكة المتحدة.

## وصلات خارجية
- راسيل جيوفري بانكس على موقع IMDb (الإنجليزية)
- راسيل جيوفري بانكس على موقع روتن توميتوز (الإنجليزية)
- راسيل جيوفري بانكس على موقع قاعدة بيانات الفيلم (الإنجليزية)